# هامفي
هامڤي (بالإنجليزية: Humvee)؛ هي عائلة من سيارات عسكرية خفيفة رباعية الدفع متعددة المهام وعالية الحركة أمريكية والأكثر استخداما لدي القوات الأمريكية على الإطلاق، تنتجها شركة ايه إم جنرال. حلت المركبة إلى حد كبير محل الأدوار التي كانت تؤديها سابقًا مركبات الجيب الأصلية وأنواع أخرى مثل جيب M151 من حِقبة حرب فيتنام، ومركبة M561، ونماذجها الطبية M718A1 وM792، وعربة الشحن الخفيفة CUCV II، وغيرها من الشاحنات الخفيفة.
تُستخدم هذه المركبة بشكل أساسي من قِبل الجيش الأمريكي، كما أنها مستخدمة من قبل العديد من الدول والمنظمات الأخرى، بل وحتى في الاستخدامات المدنية.
شهدت الهامڤي استخدامًا واسع النطاق في حرب الخليج الأولي عام 1991م، حيث تفوقت في التنقل عبر التضاريس الصحراوية. وقد ساعد هذا الاستخدام العسكري على إلهام إصدارات الهامر المدنية. تبين لاحقًا أن التصميم الأصلي غير المدرع للمركبة غير كافٍ، ووُجد أنها معرضة بشكل خاص للعبوات الناسفة البدائية في حرب العراق. مما دفع الجيش الأمريكي إلى تسريع عملية تدريع نماذج مُختارة واستبدال الوحدات الأمامية بمركبات مدرعة مضادة للكمائن والألغام MRAP الأكثر حماية.
وفي إطار برنامج المركبة التكتيكية الخفيفة المشتركة (JLTV)، اختارت القوات المسلحة الأمريكية في عام 2015م مركبة أوشكوش L-ATV لتحل محل الهاموي في الخدمة العسكرية الأمامية.

## الاسم
يأتي اسم هامڤي اختصارا لعبارة «مركبة مدولبة متعددة المهام ذات قدرة تنقل عالية» حيث أخذت الحروف الأولى من العبارة الإنجليزية (بالإنجليزية: High Mobility Multipurpose Wheeled Vehicle، HMMWV) وأختصرت إلى كلمة Humvee، هامفي.

## التاريخ
اعتمد الجيش الأمريكي بعد الحرب العالمية الثانية على مركبات «جيب ويليز» الربع طن للإستخدام الواسع، والتي أصبحت تعرف باسم «الجيب». استمر استخدام هذه المركبات الخفيفة لنقل المجموعات الصغيرة من الجنود والمهام الخدمية العامة. رغم التصميم الجديد لسيارة فورد M151 في الستينيات، حافظت على المفهوم الأصلي للجيب: مركبة مدمجة خفيفة الوزن ذات زجاج أمامي قابل للطي، يصعب تمييزها عن موديلات ويلز السابقة.
بحلول منتصف الستينيات، شعر الجيش الأمريكي بالحاجة لتحديث أسطوله من المركبات الخفيفة. جرت محاولات لاستبدال شاحنات M37 القديمة بمركبات تجارية معدلة، لكنها لم تلبي المتطلبات الجديدة. كان الهدف هو تطوير شاحنة عسكرية خفيفة متعددة المهام يمكنها استبدال عدة مركبات قديمة.
في السبعينيات أدركت الولايات المتحدة حاجتها لعربة عسكرية عالية الأداء لاستبدال عدد من العربات العسكرية الحالية وخاصة سلسلة سيارات الجيب العسكرية إم-151.
خضعت المركبات لاختبارات مكثفة في موقعي «أبردين بروفينج جراوند» بولاية ماريلاند وولاية أريزونا، حيث اجتازت أكثر من 600 ألف ميل من التجارب شملت طرقاً وعرة في ظروف صحراوية وقطبية. وفي 22 مارس 1983م، مُنحت شركة إيه إم جنرال عقد التصنيع، حيث ساهمت متانة المركبة وخفة وزنها في اختيارها.
بدأ التصنيع بكمية أولية بلغت 2,334 مركبة، كجزء من خطة خمسية تهدف لتسليم 55 ألف مركبة للقوات المسلحة الأمريكية. شهدت المركبة انتشاراً واسعاً حيث وصل عدد الوحدات المصنعة إلى 72 ألف مركبة بحلول حرب الخليج عام 1991م، وتضاعف هذا العدد ليصل إلى 100 ألف مركبة مع حلول الذكرى العاشرة لبداية الإنتاج عام 1995م.

### الإنتاج

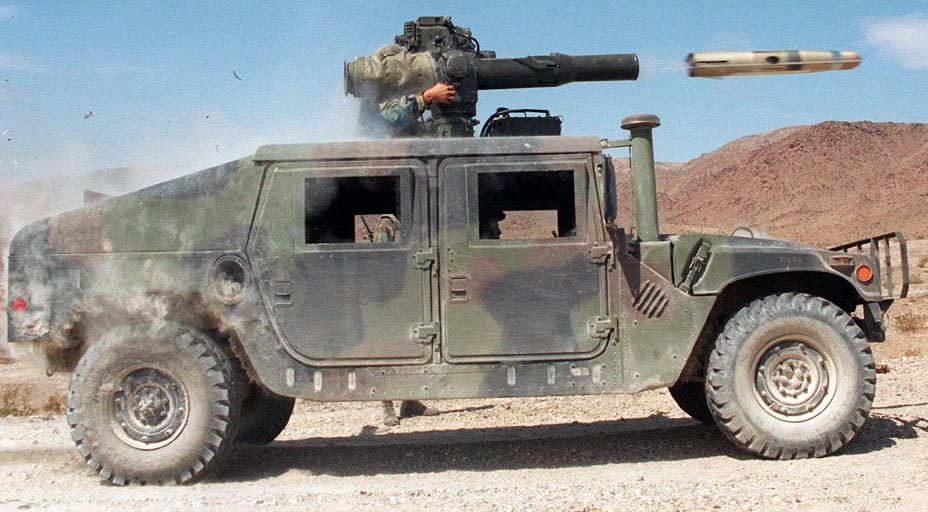
إطلاق صاروخ تاو مضاد للدروع من على عربة هامفي

سيارة هامفي من إنتاج شركة ايه ام جنرال الأمريكية وبدأ تطوريها في سبعينات القرن الماضي وتبلغ تكلفة العربة الواحدة 210 ألف دولار أمريكي صنع منها حول العالم 281 ألف عربة وبدأ في تطوير عجلات الهامفي عام 1970م ودخلت الخدمة عام 1979م وفي حزيران/يونيو 1981، فازت الشركة على العقد الأولي لتطوير نماذج مختلفة لتسليمها إلى حكومة الولايات المتحدة لفحصها. وفازت بعقد لإنتاج 55,000 لأولى من هامر من عام 1985.
أصبحت الوسيلة الرئيسية للقوات الأمريكية في أنحاء العالم. أكثر من 10,000 منها التي يستخدمها الجيش الاميركي خلال عملية حرب العراق وغيرها من قوات الحلفاء.
في سنة 2010م أصبحت الهامفي أكثر السيارات الرباعية العسكرية عددا ب100,000 سيارة للجيش الأميركي ومن المركبات التي سلمت إلى القوات الأمريكية خلال 25 عاماً من الإنتاج.
وحاليا تعد الهامفي السيارة العسكرية الأكثر استخداما لدى الولايات المتحدة الأمريكية كما تم تصديرها لعدد من الدول كتركيا وإسرائيل ومصر والجزائر والسعودية والعراق وإسبانيا والمكسيك. ولقد أثبتت الهامفي أنها أكثر أداء وفاعلية وأمان من سيارات الجيب العادية إلا إنه وأثناء الحرب على العراق أظهرت نوعا من اللافعالية أمام الألغام الأرضية، مما حدى بالخبراء لتدارس هذه الظاهرة.
هناك ما لا يقل عن 17 إصدارات مختلفة من هامر في الخدمة مع القوات المسلحة الأمريكية ويمكن استخدامها في نقل الجنود والأسلحة وسيارة إسعاف (4 جرحى أو الجلوس 8).
على الرغم من النجاح الكبير، واجهت المركبة تحديات في مراحلها الأولى حيث سجل تقرير لوزارة الدفاع عام 1983م معدلات موثوقية منخفضة للمركبة مع أعطال متكررة كل 370 ميلاً في المتوسط. ومع هذا استمر التطوير والتحسين حتى حصلت الشركة المصنعة على عقد قيمته مليار دولار عام 1989م لإنتاج 33 ألف مركبة إضافية، مما يؤكد تطور أداء المركبة وقدراتها مع مرور الوقت.

## نقاط الضعف

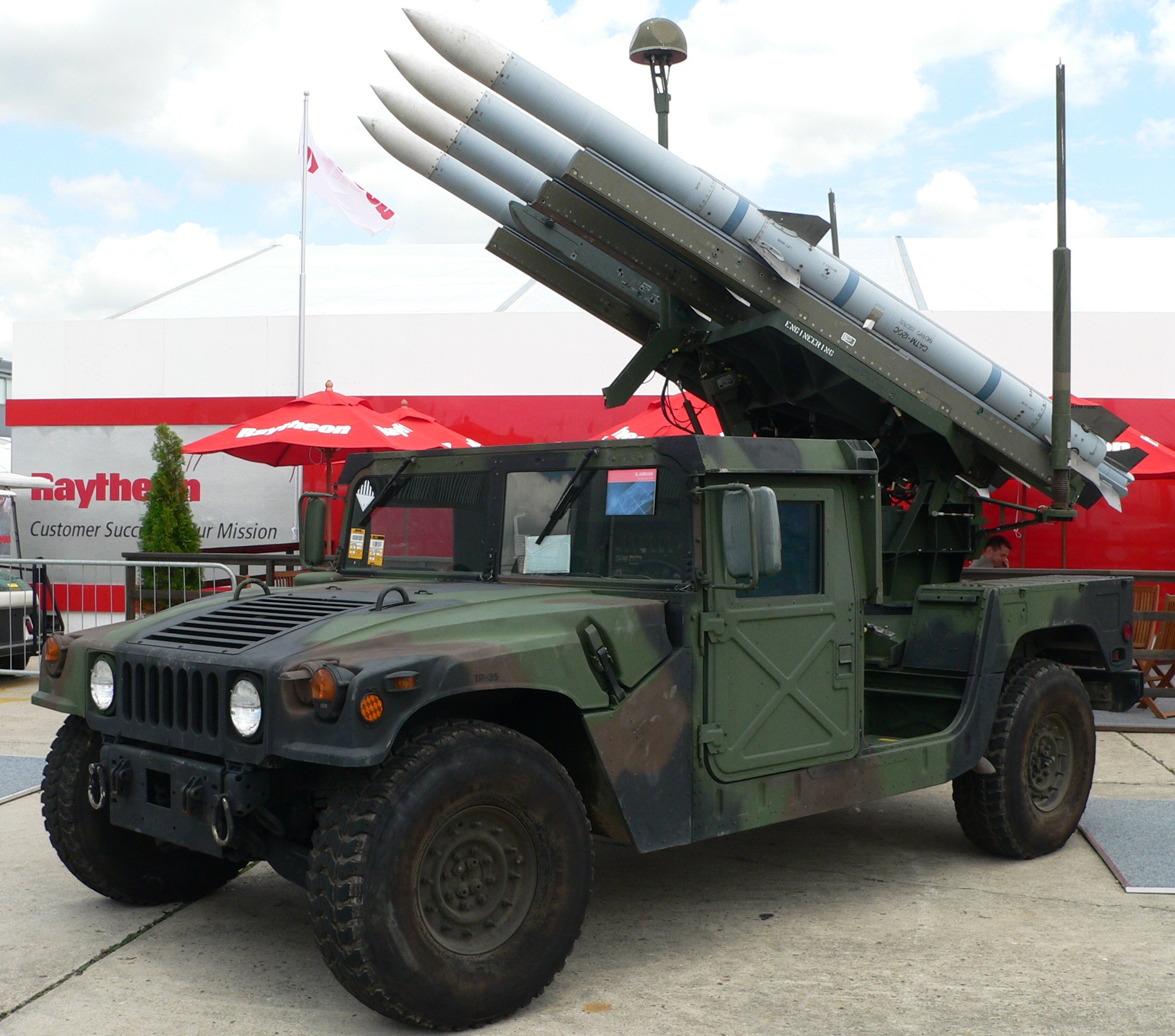
سيارة الهامفي AIM-120 حاملة للصواريخ

الهامفي معرضة لكل أنواع من الأعتدائات من إطلاق نار وقذائف الهاون وقنابل الأر بي جي والتي يمكن أن تسبب بإصابات خطيرة.
بالإضافة إلى إطلاق النار من المشاة، أثبتت السيارة عرضة لأنواع مختلفة من القنابل التي يمكن العثور عليها على جانب الطريق (العبوات الناسفة والألغام)، وعلاوة على ذلك، فإن استخدام الرشاش على سطح السيارة عرضة للغاية للقتل على الرغم من أن الجيش الأمريكي يقوم حاليا باختبار نظام الحماية الخاصة ويحيط المقر الجديد لمطلق النار من الجانب لوحة معدنية من 45 حتي 60 مم وزجاج مضاد للرصاص.

## الاستبدال

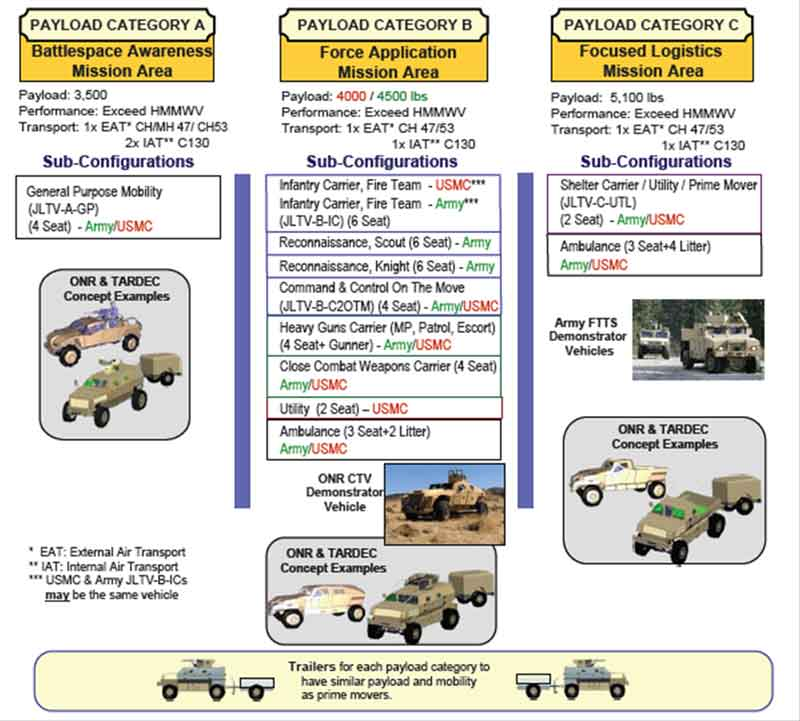
مخططات للمشروع

- حكومة الولايات المتحدة تسعى لتغيير السيارة ويجري حاليا طرح مناقصة أطلقت في عام 2006 لتصنيع نموذج أولي.وهذا ما يسمى بمشروع مشترك مع الجيش الأمريكي، ومشاة البحرية الأمريكية وقيادة العمليات الخاصة المشتركة.
- شركة لوكهيد مارتن تتنافس للحلول مكان شركة GM

## الدول المستخدمة

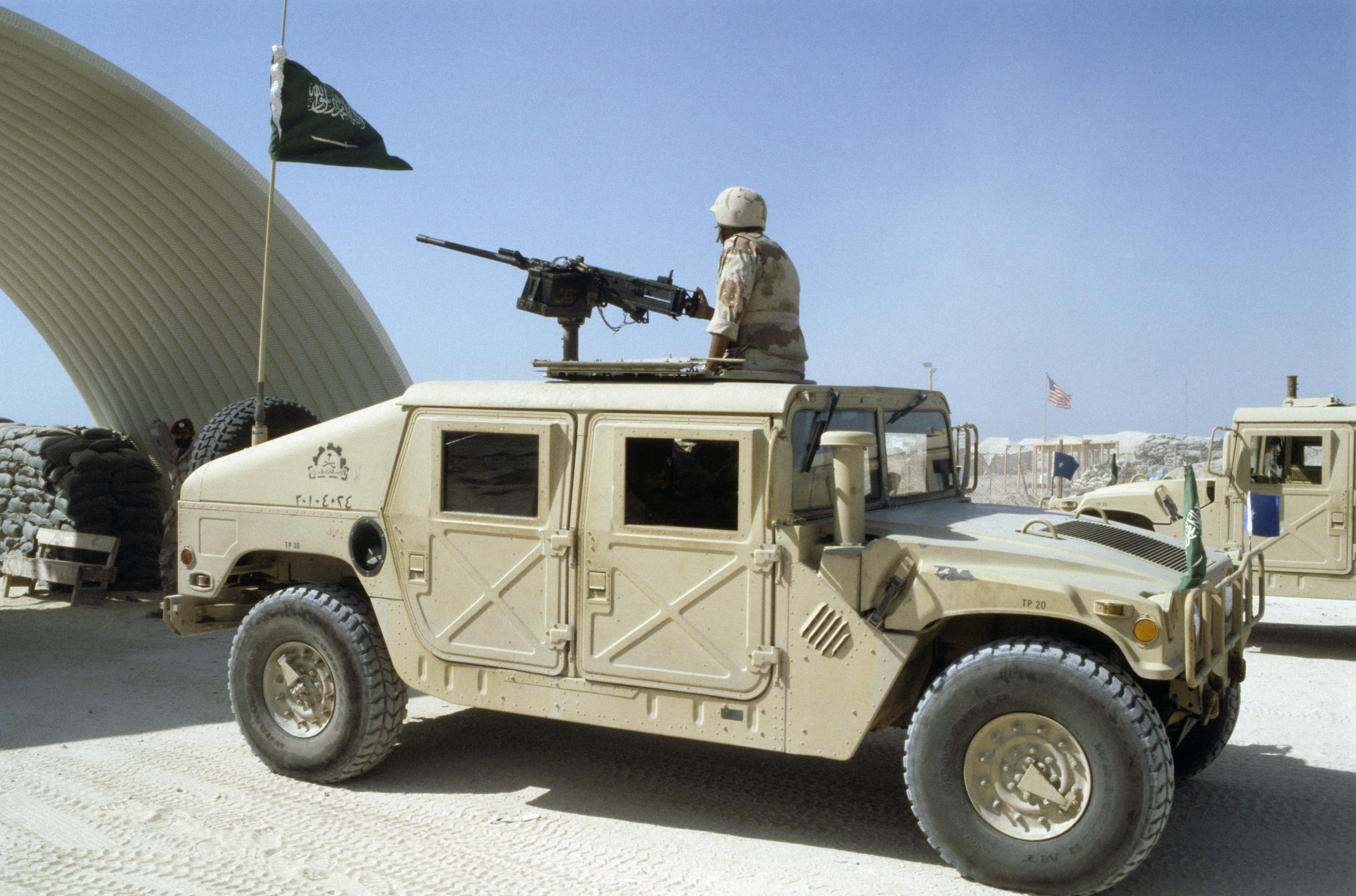
تستخدم الجيش السعودي مركبة هامافي للأغراض الدفاعية.

داعش اسر بعض مركبات هامفي التابعة للجيش العراقي عام 2014م.

تستخدم الدول والشركات العالمية سيارة الهامفي لتواجد صفات حسنة في السيارة في تنقل في كل الميادين.وتم تصديرها لكل من :
- الولايات المتحدة:
  - الجيش الأمريكي (260,000)عربة،
  - مشاة البحرية (44,000) عربة
- أفغانستان 4,150 عربة للجيش الأفغاني، 3,334 تم طلبها في 2010-2011م للحرس الوطني والشرطة الوطنية.
- الجزائر
- السعودية
- مصر
- بلغاريا
- تشيلي
- اليونان
- العراق
- لبنان (1,300)[3]
- ليتوانيا
- مقدونيا
- المكسيك (3,000)[4]
- بولندا
- صربيا
- سلوفينيا
- تايلاند
- تركيا
- المغرب (6,500) [5]
- بلجيكا
- لوكسمبورغ
- ليبيا
- الفلبين
- أوكرانيا
- تايوان
- السودان
- البحرين بيعت من قبل الولايات المتحدة تحت اطار المبيعات العسكرية الخارجية
- تشيلي
- الكويت بيعت من قبل الولايات المتحدة تحت اطار المبيعات العسكرية الخارجية
- جيبوتي بيعت من قبل الولايات المتحدة تحت اطار المبيعات العسكرية الخارجية
- البرتغال
- هندوراس بيعت من قبل الولايات المتحدة تحت اطار المبيعات العسكرية الخارجية
- ألبانيا
- تنزانيا
- تونس بيعت من قبل الولايات المتحدة تحت اطار المبيعات العسكرية الخارجية
- أوغندا
- فنزويلا
- اليمن
- الأردن
- تنظيم داعش أسر بعض مركبات هامفي من القوات المسلحة العراقية.

## صور

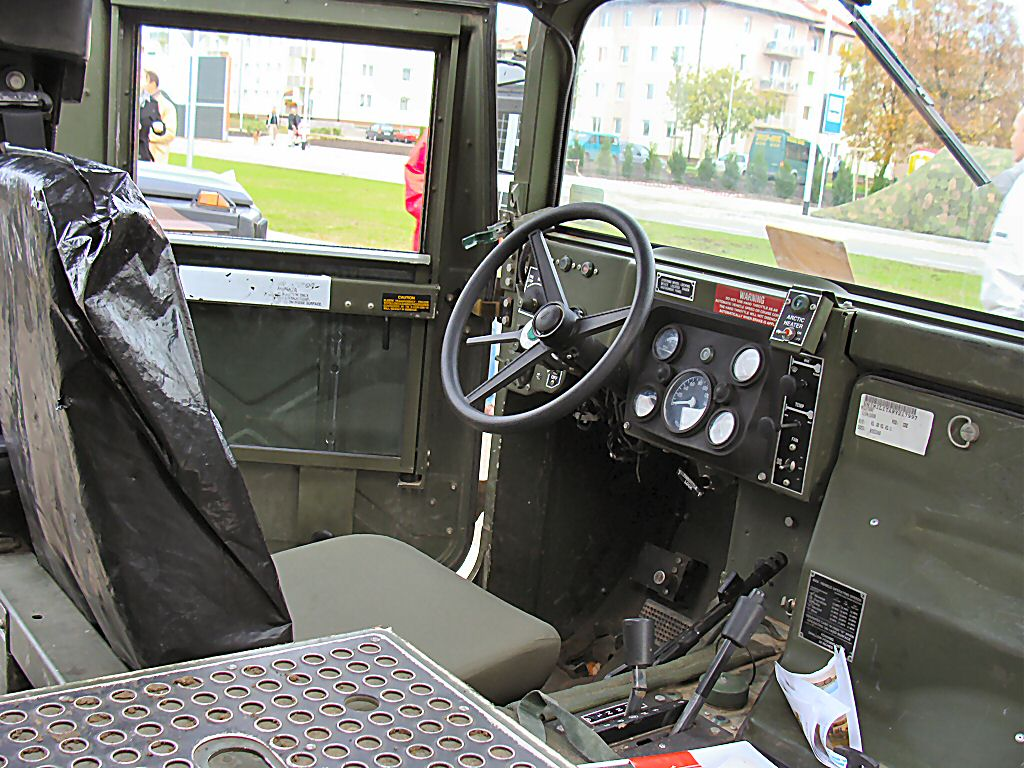
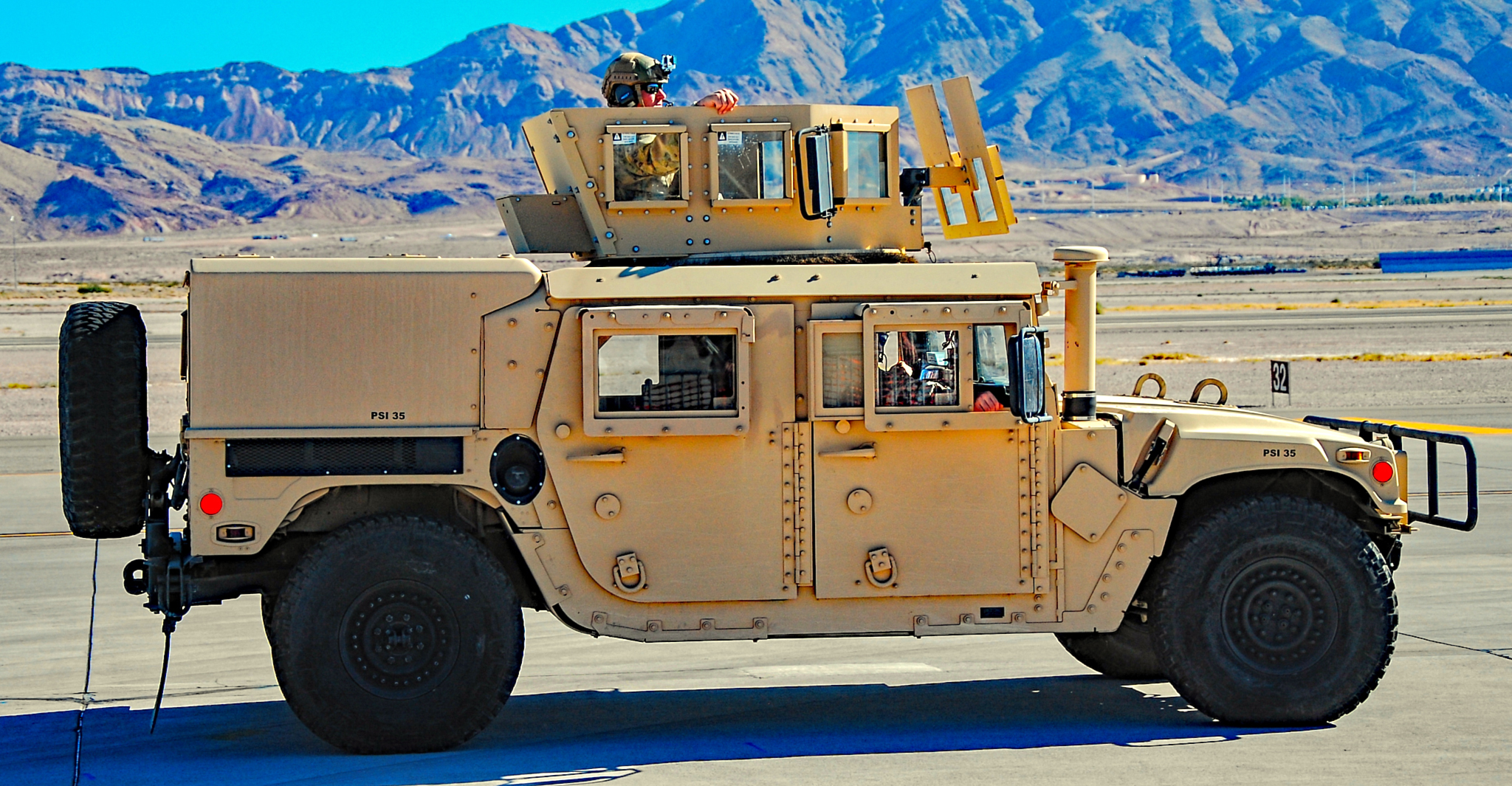
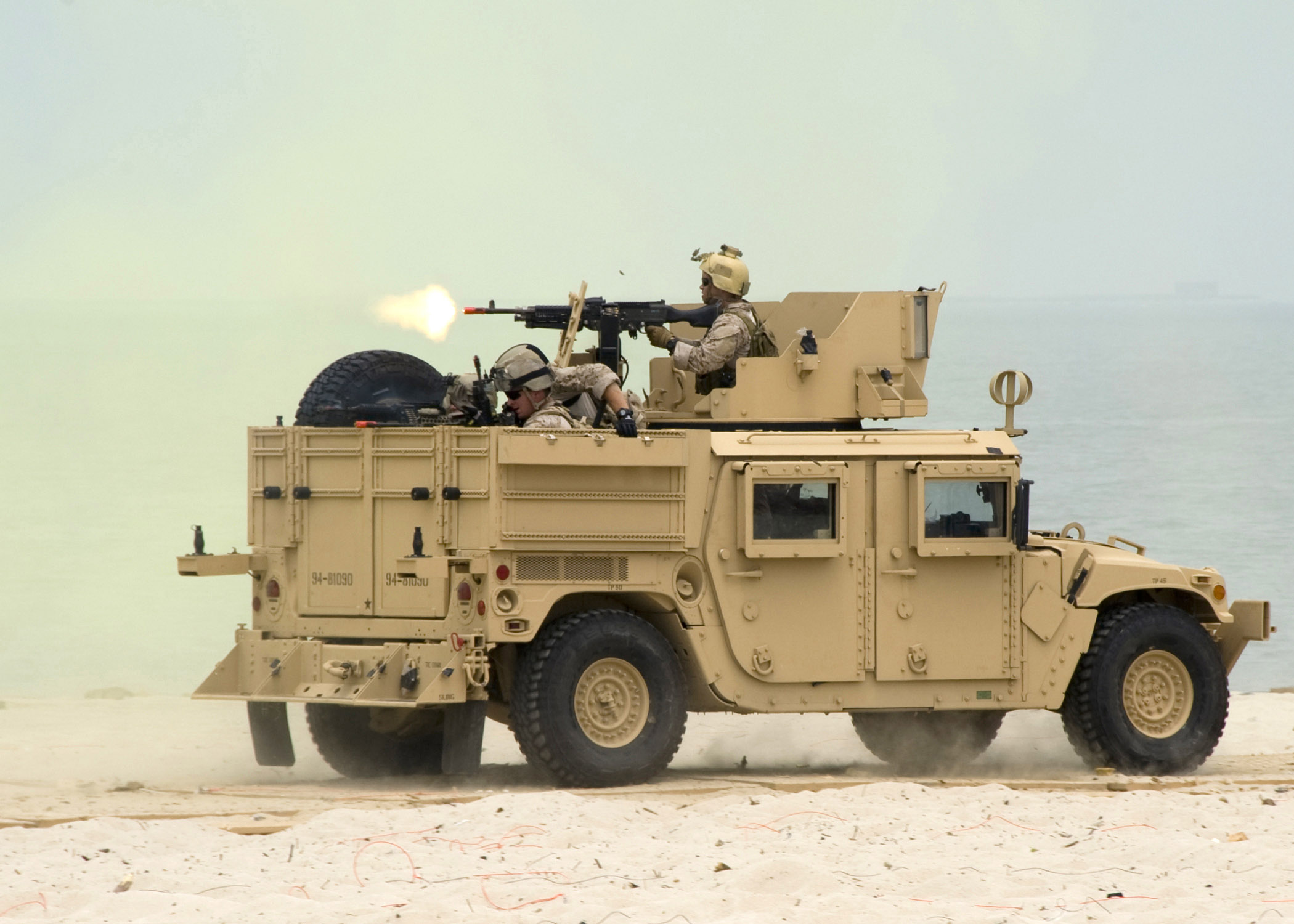
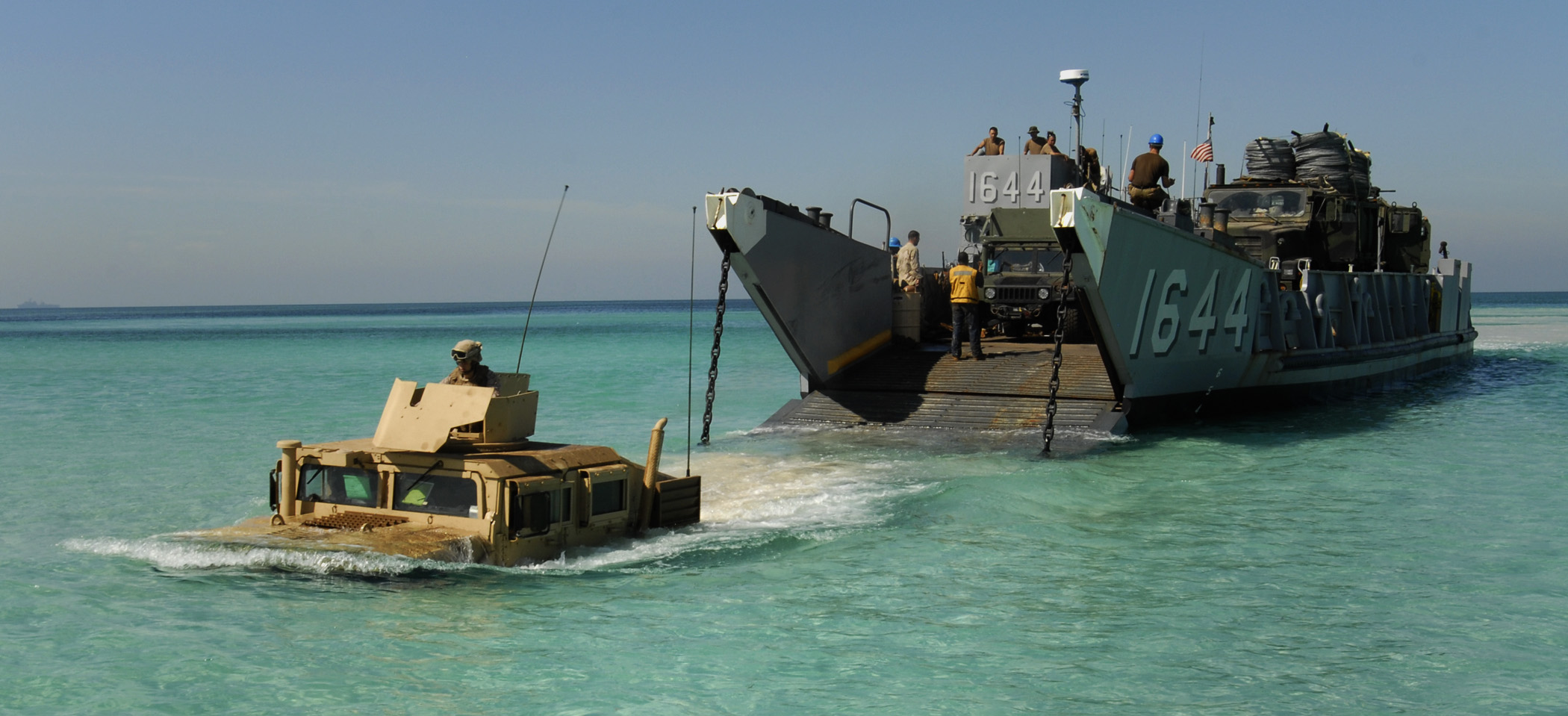
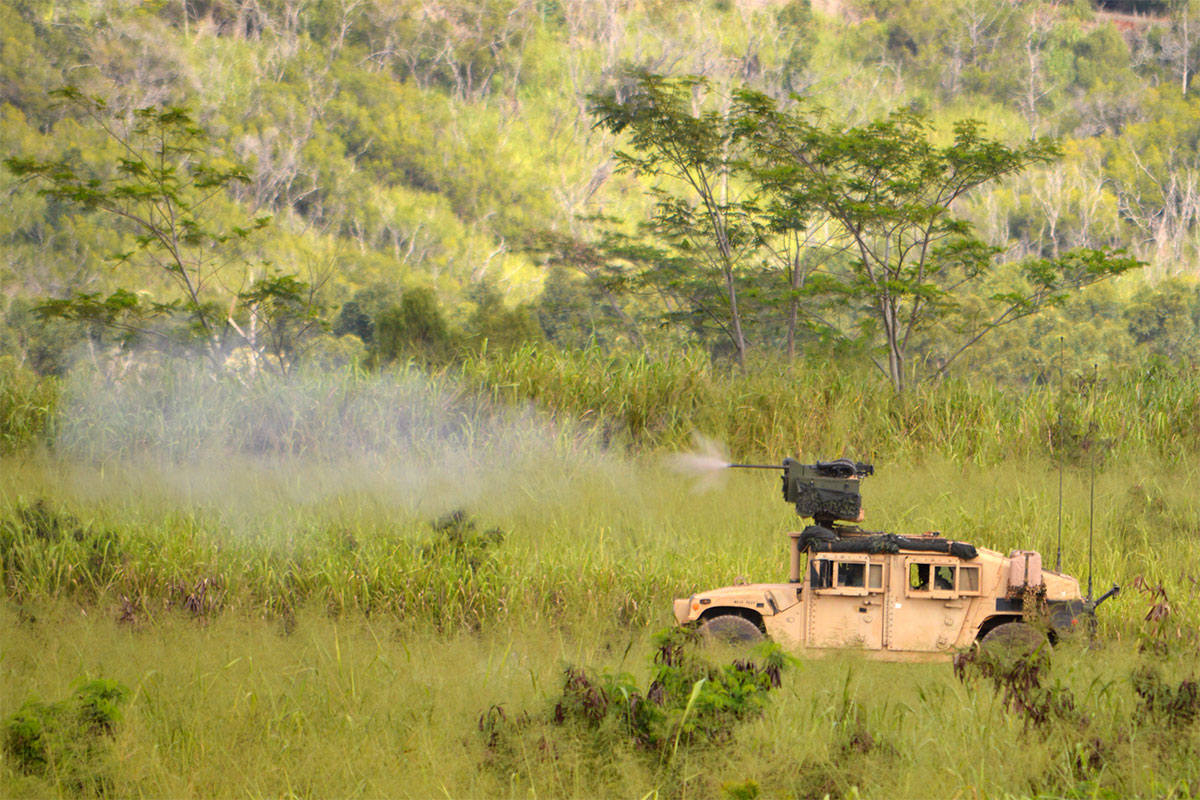
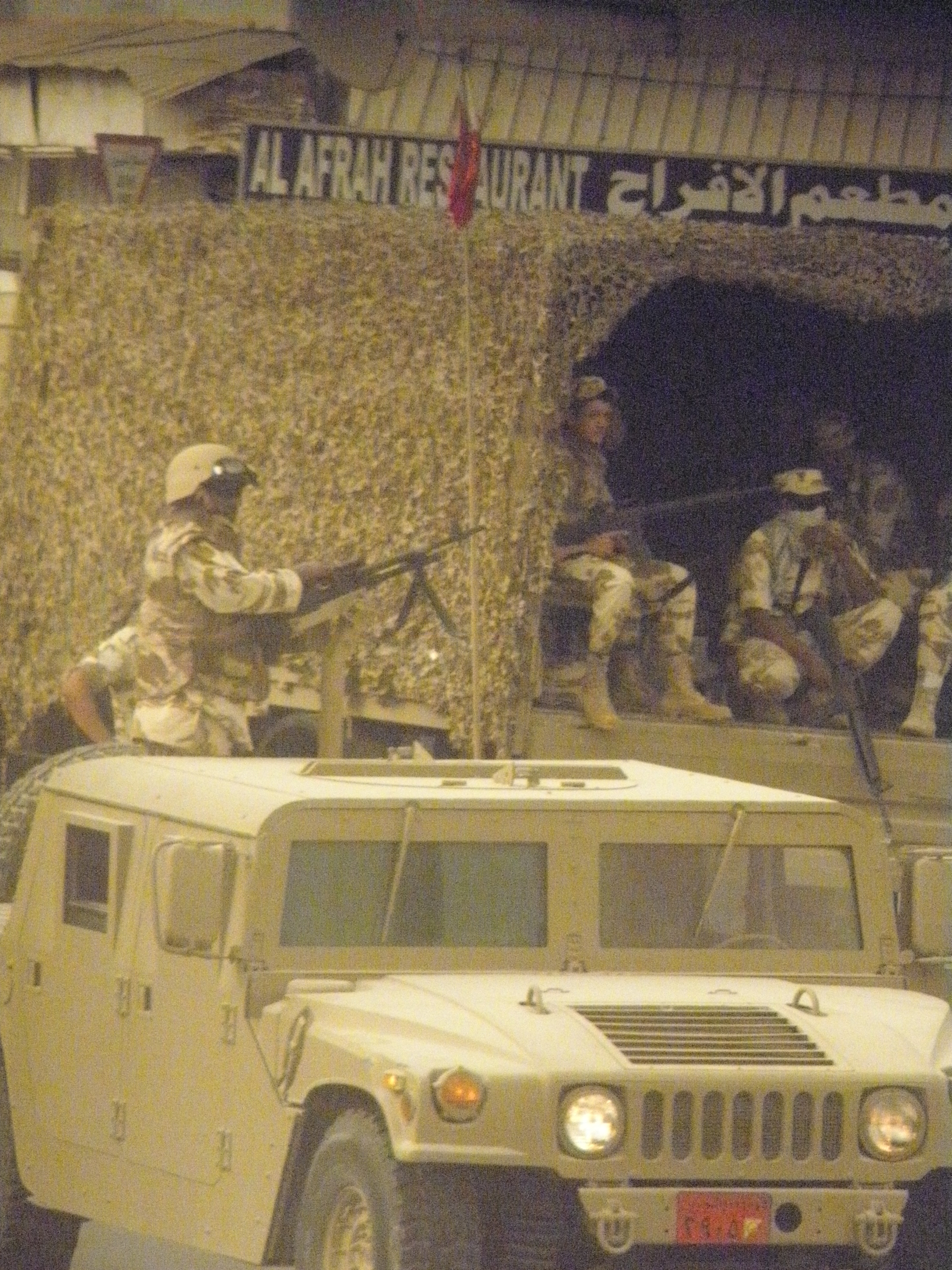
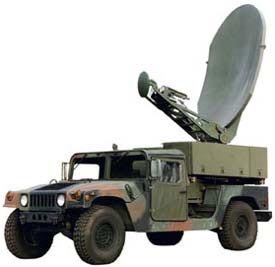

## الوصلات الخارجية
- الموقع الرسمي للمصنع (بالإنجليزية)
- موقع فاس (بالإنجليزية)
- جيش الولايات المتحدة (بالإنجليزية)
- موقع حول هامفي (بالإنجليزية)
- سيارة هامفي (بالإنجليزية)